# Хилон
Хилон од Спарте (грчки: Χίλων or Χείλων) био је спартански ефор, један од Седам мудраца Грчке.

## Биографија
Хилон је био син Дамагета. Живео је на почетку 6. века п. н. е. Херодот наводи да је учествовао на 52. Олимпијади (572. године п. н. е.) као стар човек, а да је за ефора изабран на 56. Олимпијади (556/5. п. н. е.). Доживео дубоку старост. Умро је од среће у рукама сина који је победио на Олимпијади.
Хилонове узречице:
- Не причај зло о мртвима
- Поштуј старије
- Не смеј се несрећницима
- Не пожели немогуће
- Упознај себе